# Borana-Arsi-Guji Oromo jezik
Južni oromo jezik (borana-arsi-guji oromo, afan oromo, “galla”, “galligna”, “gallinya”, southern oromo; ISO 639-3: gax), jedan od pet jezika istočnokušitske podskupine oromo, afrazijska porodica, kojim govori 3 630 000 ljudi u Etiopiji, 152 000 u Keniji (1994 I. Larsen) i 41 600 u Somaliji (2000).
Postoji više dijalekata: borana (boran, borena), arsi (arussi, arusi), guji (gujji, jemjem), kereyu, salale (selale), gabra (gabbra, gebra) i sakuye (saguye) kojima se služe pojedina pastirska polunomadska plememna

## Vanjske poveznice
- Ethnologue (14th)
- Ethnologue (15th)